# ARA Py (M-10)
El ARA Py (M-10) fue un dragaminas clase Bouchard de la Armada Argentina construido en la segunda mitad de la década de 1930 en la Base Naval Río Santiago, provincia de Buenos Aires. Entró en servicio el 23 de febrero de 1939. Contaba con una eslora de 59 m, una manga de 7,3 m y un calado de 2,27 m, desplazando de 520 t a plena carga. Su propulsión consistía en dos motores diésel que empujaban a 16 nudos. Y Su armamento eran dos cañones de 100 mm, otros dos de 40 mm y dos ametralladoras.
En 1945, rindió al submarino alemán U-997 en aguas de Mar del Plata.
El ARA Py transitó la Revolución Libertadora sin comandante ni tripulación, ya que estaba en desarme desde el año anterior.
Causó baja el 20 de noviembre de 1967. Fue vendido a Paraguay, en cuya armada pasó a denominarse ARP Teniente Fariña (P-04).